# Józef Walewski (zm. 1792)
Józef Walewski herbu Kolumna (zm. 27 czerwca 1792 roku) – podstarości wieluński, cześnik sieradzki w latach 1783-1792.
Poseł na sejm 1782 roku z ziemi wieluńskiej.